# The Dangermen Sessions Vol. 1
The Dangermen Sessions Vol 1 is een muziekalbum uit 2005 waarop de Britse ska-/popband Madness covers speelt. De naam is ontleend aan de televisieserie Danger Man uit het begin van de jaren 60. Het album verscheen op het sublabel Live and Intensified van V2 Records en is medegeproduceerd door Dennis Bovell. In eigen land behaalde The Dangermen Sessions de 11e plaats, de hoogste notering sinds Keep Moving (verzamelaar Divine Madness buiten beschouwing gelaten).

## Achtergrond
Plannen voor dit album waren er al in de jaren 80, maar werden op de lange baan geschoven omdat UB40 in dezelfde tijd Labour of Love uitbracht. Ruim twintig jaar besloten de herenigde nutty boys een nieuwe poging te wagen; ze gaven een reeks geheime concerten in hun vertrouwde stamkroeg Dublin Castle en speelden voornamelijk ska-, reggae-, en soulcovers. De meeste kwamen terecht op het album dat 16 augustus 2005 verscheen, compleet met uitleg over de gekozen nummers en een gefingeerde biografie; zo zou The Dangermen een reggaeband uit het Havana van 1960 zijn die 35 jaar na dato weer bijeen is gekomen. De gebruikte alter ego's zijn;
- Mark Bedford - Lester Bangham; geboren aan zee en aangespoeld aan de Cubaanse kust met een basgitaar van drijfhout.
- Chas Smash - Jimmy Oooh; een rondreizende zanger.
- Daniel Woodgate - Daniel Descartes; experimenteel slagwerker, geboren in Parijs en constant op tournee met zijn Daniel Descartes Collective.
- Mike Barson - Professor Psykoticus; Hongaars muzikant (waarschijnlijk geboren in Mezőhegyes), deed in de Sovjet-Unie onderzoek naar ultrasonische wapens voordat hij in aanraking kwam met de muziek van de Daniel Descartes Collective. Dit leidde tot de oprichting van de Dangermen.
- Suggs - Robert Chaos, alias 'The Poet'; dit oprichtende lid van de Dangermen werd te vondeling gelegd in een koffer aan de voeten van Miles Davis en ontdekt door Dexter Gordon.
- Chris Foreman - Christofos Formantos; geen informatie bekend.
- Lee Thompson - anonieme, atmosferische wetenschapper en part-time saxofonist.

### Ontvangst
The Dangermen Sessions werd gepromoot met optredens in Europa en Amerika. Chris Foreman was hier niet bij aanwezig omdat hij tijdelijk de band had verlaten wegens "time-consuming bollocks"; gitaristen Segs en Kevin Burdette namen afwisselend zijn plaats in. Zowel voor- als tegenstanders vergeleken het album met UB40, en dit was vooral te merken bij het concert in de Melkweg op 19 juli 2005. Niet iedereen was op de hoogte van de laatste ontwikkelingen, en alleen de spaarzame 'eigen' klassiekers zoals One Step Beyond, Madness en Night Boat to Cairo konden op bijval rekenen. Toch was het concert een succes te noemen vanwege de goedbekeken webcast op Fabchannel. 

### Promotie
Van het album werden twee singles getrokken; Shame and scandal en Lola (behalve in eigen land waar Madness in plaats daarvan Girl Why Don't You? speelde in Top of the Pops).

### Tracklijst
```

```

| Nr. | Titel                                                                   | Schrijver(s)                                              | Producer(s)                             | Duur |
| --- | ----------------------------------------------------------------------- | --------------------------------------------------------- | --------------------------------------- | ---- |
| 1.  | This Is Where                                                           | Cathal Smyth, Mike Barson, Mark Bedford, Graham McPherson | Madness, Steve Dub, Segs, Dennis Bovell | 0:30 |
| 2.  | Girl Why Don't You? (origineel van Prince Buster)                       | Cecil Campbell                                            | Bovell                                  | 3:05 |
| 3.  | Shame & Scandal (origineel van Sir Lancelot as "Scandal in the Family") | Lord, Pinard                                              | Bovell                                  | 2:52 |
| 4.  | I Chase the Devil A.K.A. Ironshirt (origineel van Max Romeo)            | Max Romeo, Lee Perry                                      | Bovell                                  | 3:20 |
| 5.  | Taller Than You Are (origineel van Lord Tanamo)                         | Abraham                                                   | Bovell                                  | 2:27 |
| 6.  | You Keep Me Hanging On (origineel van The Supremes)                     | Brian Holland, Lamont Dozier, Eddie Holland               | Bovell                                  | 3:08 |
| 7.  | Dangerman A.K.A. High Wire (origineel Edwin Astley & His Orchestra)     | Edwin Astley                                              | Bovell                                  | 2:42 |
| 8.  | Israelites (origineel van Desmond Dekker & The Aces)                    | Desmond Dekker, Leslie Kong                               | Madness                                 | 3:03 |
| 9.  | John Jones (origineel van Rudy Mills)                                   | Derrick Herriot                                           | Bovell                                  | 3:28 |
| 10. | Lola (origineel van The Kinks)                                          | Ray Davies                                                | Dub, Segs                               |      |
| 11. | You'll Lose a Good Thing (origineel van Barbara Lynn)                   | Huey P. Meaux, Barbara Lynn Ozen                          | Bovell                                  | 2:42 |
| 12. | Rain (origineel van José Feliciano)                                     | José Feliciano                                            | Dub, Segs                               | 2:56 |
| 13. | So Much Trouble in the World (origineel van The Wailers)                | Bob Marley                                                | Bovell                                  | 3:44 |

### Afgevallen nummers
De volgende nummers hebben het album niet gehaald;
- Skylarking (B-kant van Shame and scandal)
- Dreader Than Dread (B-kant van Shame and scandal)
- Wonderful World, Beautiful People
- Papa's Got a Brand New Pigbag
- It Mek
- Love really hurts without you (B-kant van Sugar and Spice uit 2009)
- Teenage Kicks
- Oh My Love (in 2012 in een nieuwe versie uitgebracht op Oui Oui Si Si Ja Ja Da Da)
- One Step Beyond (nieuwe versie van de opname uit 1979)
- Madness (nieuwe versie van de opname uit 1979)